# José Manuel Fernandes (político)
José Manuel Ferreira Fernandes (Moure, Vila Verde, 26 de julho de 1967) é um professor e político português. É o atual Ministro da Agricultura e Mar do XXV Governo de Portugal, liderado por Luís Montenegro.

## Biografia
Licenciado em engenharia de sistemas e informática pela Faculdade de Engenharia da Universidade do Minho, frequentou o 3.º Ano do Curso de Direito da Escola de Direito da Universidade do Minho. Foi professor de informática na escola secundária de Vila Verde. Exerceu as funções de presidente da Câmara Municipal de Vila Verde entre 1997 e 2009. Foi cabeça-de-lista do PSD pelo círculo eleitoral de Braga nas eleições legislativas de 1999. Foi eleito deputado ao Parlamento Europeu nas eleições europeias de 2009, e re-eleito nas eleições europeias de 2014 e 2019. Integrava, o Grupo do Partido Popular Europeu e era chefe de delegação do PSD no Parlamento Europeu.
Em 2015 assumiu a função de relator e negociador do Parlamento Europeu no Orçamento da União Europeia para 2016 e foi nomeado relator pela Comissão dos Orçamentos do Parlamento Europeu para o Fundo Europeu para Investimentos Estratégicos (FEIE), também conhecido como "Plano Juncker".  
Em 2020 o ranking da Overwatch, que mede a influência dos eurodeputados, destacou José Manuel Fernandes como o deputado português mais influente - posição que ocupa desde 2019 - e o 7º num universo de 705 deputados.
Desde o dia 2 de abril de 2024, é Ministro da Agricultura e Pescas do XXIV Governo Constitucional, liderado por Luís Montenegro.
José Manuel Fernandes é autor dos livros “Sem Fronteiras – programas disponíveis para jovens” e “Fundos Europeus 2014-2020 – Manual do Autarca”, assim como das edições 2011, 2012, 2013, 2014 e 2015, 2016, 2017, 2018, 2019 e 2022 da publicação “Pela Nossa Terra – Agenda para o Minho”, das publicações “Pela Nossa Terra – Trás-os-Montes” de 2015, 2016, 2017, 2018, 2019 e 2022 e da edição 2022 da publicação "Pela Nossa Terra - Açores" de 2022.

## Vida Pessoal
É casado com a professora Júlia Maria Caridade Rodrigues Fernandes, atual presidente da câmara de Vila Verde e pai de dois filhos.

## Atividade política
9.ª legislatura
- Coordenador do PPE na Comissão dos Orçamentos.
- Membro suplente da Comissão do Emprego e dos Assuntos Sociais.
- Membro da Delegação para as relações com a República Federativa do Brasil.
- Membro da Delegação para as relações com o Mercosul.
- Membro da Delegação à Assembleia Parlamentar Euro-Latino-Americana.

8.ª legislatura
- Coordenador do PPE na Comissão dos Orçamentos.
- Membro suplente da Comissão dos Assuntos Económicos e Monetários.
- Membro da Delegação para as Relações com os Países do Magrebe e a União do Magrebe Árabe.
- Membro da Delegação à Assembleia Parlamentar da União para o Mediterrâneo.
- Membro da Comissão de Inquérito para Investigar Alegadas Contravenções ou Má Administração na Aplicação do Direito da União relacionadas com o Branqueamento de Capitais e com a Elisão e a Evasão Fiscais.
- Membro da Comissão Especial sobre os Crimes Financeiros e a Elisão e a Evasão Fiscais.
- Membro suplente da Delegação à Assembleia Parlamentar Paritária ACP-UE.

7.ª legislatura
- Membro da Comissão dos Orçamentos.
- Membro suplente da Comissão do Ambiente, da Saúde Pública e da Segurança Alimentar.
- Membro da Delegação para as Relações com a República Popular da China.
- Membro da Comissão Especial sobre os Desafios Políticos e os Recursos Orçamentais para uma União Europeia Sustentável Após 2013.
- Membro suplente da Comissão do Ambiente, da Saúde Pública e da Segurança Alimentar.
- Membro suplente da Delegação para as Relações com a Índia.
- Membro suplente da Delegação à Assembleia Parlamentar Paritária ACP-EU.

Relatórios e Negociações:
- Co-relator do relatório de iniciativa para os novos recursos próprios do Orçamento da União Europeia. Atualmente.

- Representa o PPE no grupo de negociações do novo Quadro Financeiro Plurianual 2021-2027 (QFP).  Atualmente.
- Relator e negociador do Parlamento Europeu para o Programa InvestEU.  Atualmente.
- Relator da parte financeira do Mecanismo de Proteção Civil da União Europeia. 2018
- Relator para a mobilização do Fundo de Solidariedade para Portugal decorrente da tragédia dos incêndios. 2018
- Relator do Fundo de Ajustamento à Globalização para o Apoio a jovens inativos e desempregados do setor têxtil, em Portugal. 2018
- Relator para a mobilização do Fundo de Solidariedade para a Madeira decorrente dos incêndios florestais. 2017
- Negociador pela Comissão dos Orçamentos do Parlamento Europeu (PE) para o Fundo Europeu para Investimentos Estratégicos (FEIE), denominado Plano Juncker. 2016
- Negociador da Extensão do Fundo Europeu para Investimentos Estratégicos (FEIE). 2017
- Relator do Orçamento da União Europeia para 2016. 2015
- Autor do projeto-piloto que deu origem ao programa “O teu primeiro emprego EURES” para jovens desempregados. 2010
- Autor da ação preparatória “Reactivate” para o apoio a desempregados com mais de 35 anos de idade. 2016

Cargos anteriormente desempenhados:
- Presidente da Câmara Municipal de Vila Verde (1997-2009);
- Deputado pelo PSD à Assembleia da República na VIII legislatura (1999-2002);
- Foi presidente da Agência de Desenvolvimento Regional do Cávado;
- Foi presidente da Associação de Municípios do Vale do Cávado;
- Presidente do Conselho Executivo da Comunidade Intermunicipal do Vale do Cávado - CIM do Cávado (2008-2009);
- Presidente da Comissão Política Distrital do PSD de Braga (2002-2004);
- Presidente da Mesa da Assembleia Distrital de Braga do PSD (2000-2002 e 2005-2010);
- Presidente da Comissão Política de Secção do PSD de Vila Verde, de 1997 até 2002;
- Presidente da Comissão Política Distrital de Braga da JSD, durante o mandato 1994-1996;
- Vereador na Câmara Municipal de Vila Verde, eleito pelo PSD, de Dezembro de 1993 a Dezembro de 1997;
- Presidente da Juventude Social Democrata (JSD) de Vila Verde, nos anos de 1992 e 1993, sendo depois eleito para a presidência da Mesa do Plenário;
- Presidente da Comissão política Concelhia da JSD de Vila Verde (1992-1993);
- Fundador e Vice-Presidente do Centro Social e Paroquial de Moure (1994-1997);
- Fundador da Associação Juvenil de Moure, presidente da Direção (1990-1992) e presidente da Assembleia Geral (1992-1994).

## Publicações
- “Sem Fronteiras — programas disponíveis para jovens”, 2013

- “Fundos Europeus 2014–2020 Manual do Autarca”, 2013

- “Pela Nossa Terra”[12]:

–Edições 2011, 2012, 2013, 2014, 2015, 2016, 2017, 2018 e 2019 da publicação “Pela Nossa Terra — Minho”
–Edições 2015, 2016, 2017, 2018 e 2019 da publicação “Pela Nossa Terra — Trás-os-Montes”
- “A economia social em Portugal”, 2016

- Coleção “Europa – Pela Nossa Terra”, 2015.

Com oito publicações editadas:
–”União Europeia,História e instituições”;
–”Estratégia Europa 2020″;
–”Quadro Financeiro Plurianual 2014-2020″;
–”Política de Coesão 2014-2020″;
–”Portugal 2020″
–”Horizonte 2020″
–”Erasmus+”
–”Fundos Europeus para as PME”

## Atividade em Portugal
- Presidente da Mesa da Assembleia Geral do Sporting Clube de Braga.[13]
- Membro do Conselho de Curadores do Instituto Politécnico do Cávado e do Ave.